# Bagne de Biribi
Pour les articles homonymes, voir Biribi.

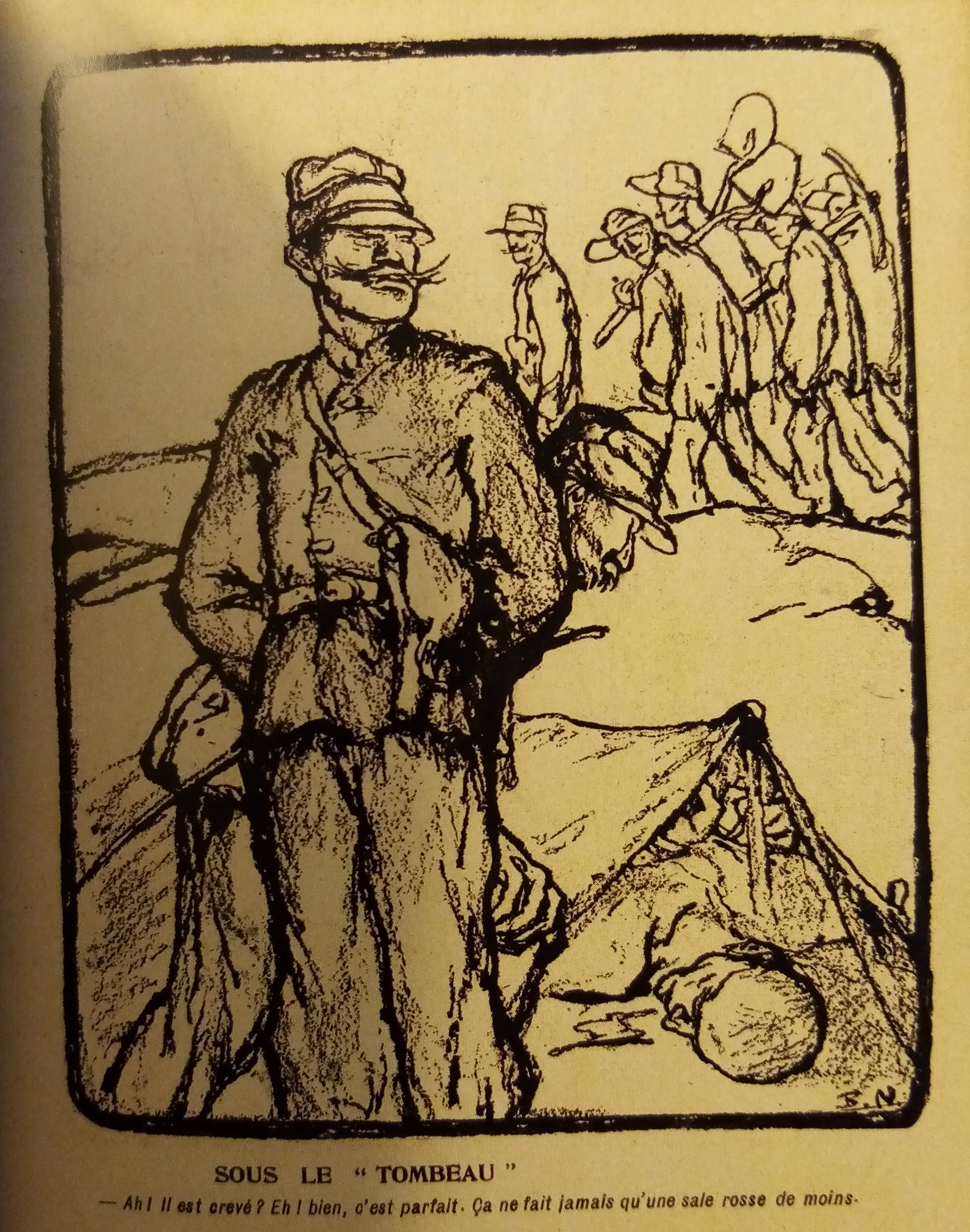
Dessin de Bernard Naudin sur l'enfer des pénitenciers militaires paru dans L'Assiette au beurre (1905).

Biribi est un terme officieux qui désigne, non un lieu unique, mais un ensemble de compagnies de discipline et d'établissements pénitentiaires qui étaient stationnés en Afrique du Nord, alors colonie française, et destinés à recevoir les militaires réfractaires ou indisciplinés de l'armée française. Dans ces bagnes, les soldats effectuaient des travaux de force soumis à un régime très dur. Son nom dérive du jeu de hasard de Biribi, importé d'Italie en France au début du XVIIIe siècle.

## Histoire
Les compagnies de discipline apparurent en 1818, dans le cadre de la loi Gouvion-Saint-Cyr, après la chute du Premier Empire, et se développèrent avec le début de la colonisation française en Afrique du Nord.
Avec le passage en Algérie des ateliers de travaux publics, des ateliers du boulet et l'installation des maisons centrales pour détenus militaires, les centres disciplinaires pouvaient accueillir jusqu'à 1 500 disciplinaires avec une pointe de 4 000 détenus à la fin de la Première Guerre mondiale. Y régnait une justice militaire arbitraire, pouvant infliger des sanctions corporelles inhumaines comme la « crapaudine » (rester couché sur le ventre, les poignets liés au chevilles ) ou le « silo » (une fosse où le prisonnier croupissait nu).
Les soldats affectés au corps de discipline militaire étaient partagés en trois catégories :
- Les "exclus", ayant commis une faute avant le service militaire. Ils étaient exclus de l'armée, mais le ministère de la guerre en disposait néanmoins pour les travaux forcés.
- Les "joyeux", ayant également été condamnés avant le service et n'étant pas autorisés à servir dans une unité régulière; à la place, ils étaient affectés aux bataillons d'Afrique.
- Les "camisards", ayant commis des fautes répétés pendant leur service et affectés à des compagnies de discipline dans les régions reculés d'Afrique du nord. Tout camisard, après avoir fait son temps dans une compagnie disciplinaire, devait terminer son service aux bataillons d'Afrique.

En 1848, Amable de Saint-Hilaire, dit Villain de Saint-Hilaire, dramaturge et sous-intendant militaire à la retraite publie Appel à la justice du peuple. Révélations complètes et appuyées de preuves authentiques du régime disciplinaire d'une partie de l'armée d'Afrique : le silo, la flagellation, la barre, le clou, la crapaudine.
En 1896, le quotidien L'intransigeant publie des témoignages concordants, qui seront repris en 1900 dans des articles documentés de La Revue blanche, sur les tortures et les meurtres infligés impunément aux disciplinaires malgré l'article 16 du décret du 5 juillet 1890 qui dispose que tout châtiment physique est formellement interdit,,,. En 1900 et 1901, la Ligue antimilitariste publie trois affiches dénonçant des meurtres commis contre des détenus de Biribi.
Biribi a notamment été rendu célèbre par le livre de Georges Darien, Biribi, discipline militaire, publié en 1890, par la chanson que lui consacra Aristide Bruant, À Biribi (1891), et par les reportages plus tardifs qu'en firent les écrivains Jacques Dhur, Les bagnes militaires. Arbitraire et cruauté (1906), et Albert Londres. Publié en 1924 dans Le Petit Parisien (puis en volume sous le titre Dante n'avait rien vu), le reportage d'Albert Londres contribua à attirer l'attention du grand public sur cette institution et participa ainsi à la réforme des pénitenciers militaires français.

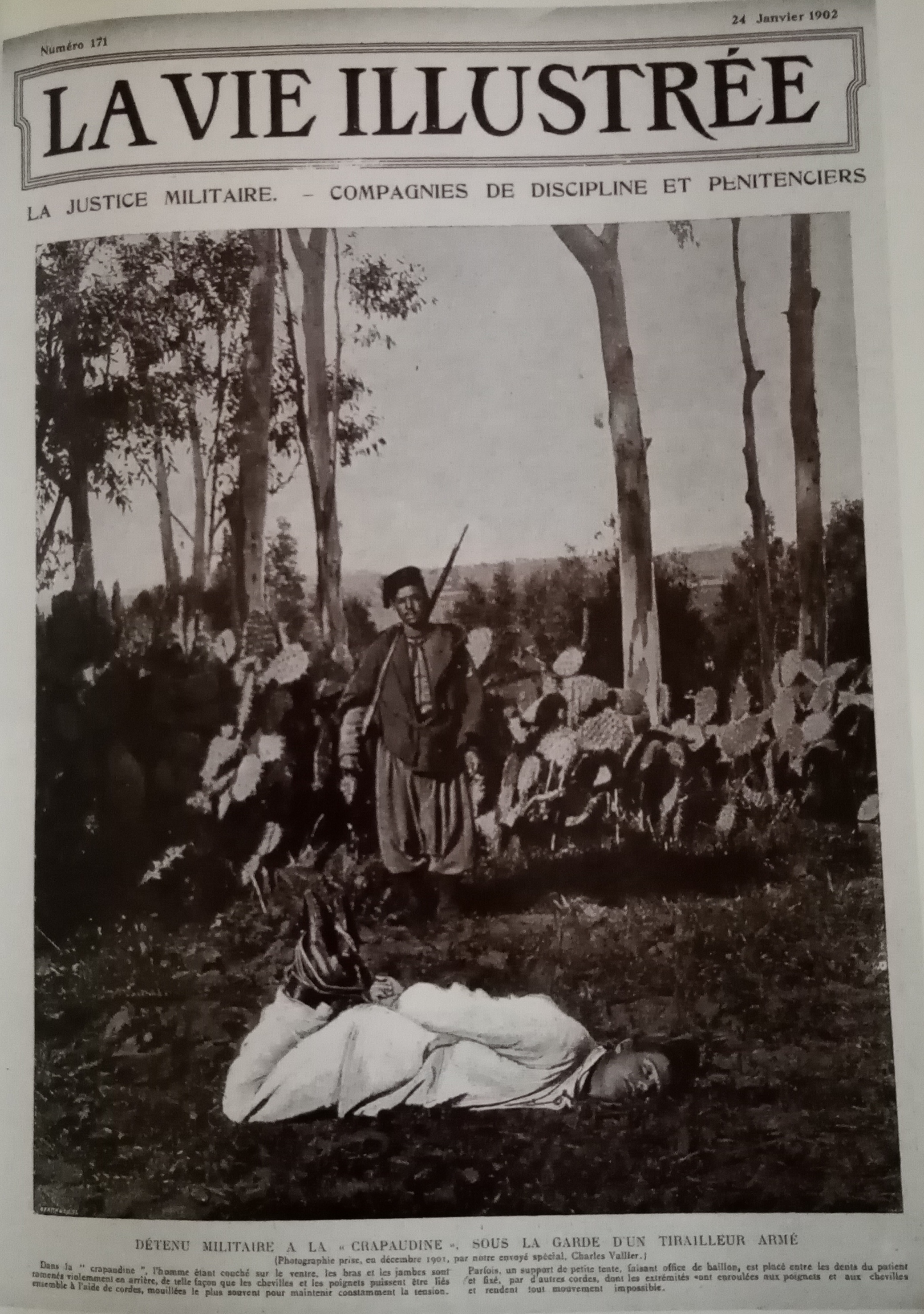
Photo parue dans La Vie illustrée montrant le supplice de la crapaudine (1902).

En ouverture de son livre, Albert Londres, définit Biribi comme suit :

« Il s’agit des pénitenciers militaires. 
C’est là que vont « payer » les condamnés des conseils de guerre. Les bataillons d’Afrique fournissent la majorité de cette clientèle. Le reste provient des corps de France, de l’armée du Rhin, de l'armée de Syrie, du régiment de Chine. Désertion, bris d’armes, destruction d’effets militaires, vols, attentats sur des personnes, refus d’obéissance, outrage à des supérieurs pendant le service. Tels sont les crimes ou les délits. Ces condamnés sont au moins trois mille cinq cents. On les appelle les pègres, voire les pégriots. »

Biribi disparaît en même temps que  l'Afrique du nord accède à l'indépendance. En 1956, quand la Tunisie devient indépendante, le 3e bataillon d'Afrique est relocalisé en Algérie puis à Djibouti où il est dissout le 31 mars 1972, marquant la fin définitive des bataillons d'Afrique. La compagnie spéciale d'Afrique du nord doit également évacuer l'Algérie à l'indépendance, avant d'être dissoute en Savoie en 1976.

## Au combat
Parmi les unités disciplinaires, toutes n'étaient pas destinées à faire le coup de feu. C'était par exemple le cas  des "exclus", dont le casier judiciaire, en plus d'inspirer la méfiance de l'armée, les  rendaient indignes de porter une arme. Les "camisards", en revanche, considérés comme récupérables,  étaient en théorie des combattants qui suivaient une formation au maniement des  armes et pouvaient servir de force d'appoint dans les campagnes de pacification. Mais la plupart du temps, ils étaient employés pour des travaux tels que la construction de routes.
Les bataillons d'Afrique, au contraire, étaient pleinement considérés comme des unités combattantes et participaient aux campagnes au même titres  que les autres unités. Les bataillons d'Afrique ont entre autres participé à la conquête de l'Algérie, la guerre Franco-Chinoise et la Grande guerre. Au cours des nombreux engagements auxquels ils ont pris part, les bataillons d'Afrique ne se sont pas montré moins  combattifs ou professionnels que les autres unités de l'armée française. Les "joyeux" se sont en effet illustrés en de nombreuses occasions telles  le siège de Mazagran, la défense  de Cherchell (1840)  et le combat de la Maison du Passeur (fin  1914, en Belgique).     

## Les centres
Biribi a plusieurs maisons centrales :
- Au Maroc : 
  - Dar-Bel-Hamrit (Dar Bel Amri).

- En Algérie : 
  - Bossuet,
  - Orléansville (El Asnam ou Chlef)
  - Douéra,
  - Bougie (Béjaia)
  - Aïn Beïda.

- En Tunisie : 
  - Teboursouk
  - Foum Tataouine

### Filmographie
Daniel Moosmann : Biribi, 1970.

### Théâtre
Benoît Liothier dénonce Biribi dans une pièce titrée Aux Travaux. Elle est jouée en 1912 devant près d’un millier de personnes à Roanne par le groupe artistique stéphanois avant d’être interdite par le sous-préfet.